# Carré magique (Kaldor)
Pour les articles homonymes, voir Carré magique.
Le carré magique est le nom d'une représentation graphique des grandes variables de la macroéconomie keynésienne. Il est injustement attribué à l'économiste post-keynésien Nicholas Kaldor. 

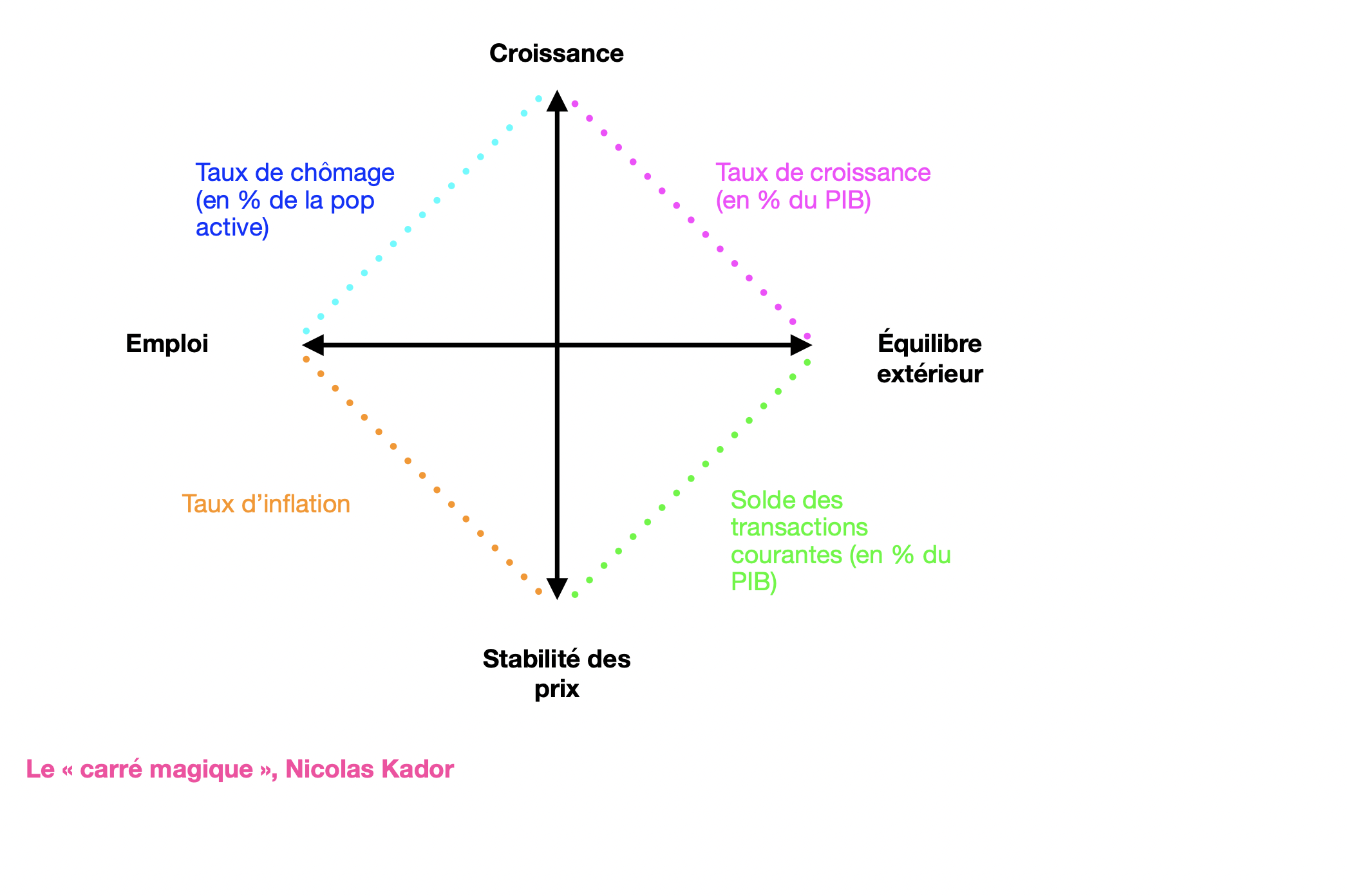
Le carré magique, Nicolas Kaldor. Version vierge

## Concept
Le carré magique représente graphiquement les quatre grandes variables de la politique économique conjoncturelle d'un pays. Il s'agit de la croissance économique, de l'emploi, de l'équilibre extérieur, et de la stabilité des prix. Les gouvernements fixent normalement un objectif pour chaque : une croissance élevée, le plein emploi, une balance commerciale excédentaire, et la stabilité des prix. En reliant ces quatre variables (ou objectifs), on obtient un quadrilatère qui représente une situation économique favorable en tous points. 
Ce carré est toutefois qualifié de « magique » car il est irréalisable. Dans la réalité, il est très difficile d'atteindre simultanément les quatre objectifs. Une forte croissance, par exemple, se traduit par une surchauffe de l'économie et donc de l'inflation, ce qui induit un arbitrage entre l'un et l'autre. Il existe ainsi pour Kaldor un « conflit d'objectifs » que les autorités politiques doivent arbitrer. Ce conflit est d'autant plus fort qu'un État ne dispose pas des outils nécessaires pour arriver à ses fins : en vertu de la règle de Tinbergen, il faut autant d'outils de politique économique que d'objectifs, ce qui est rarement le cas.
Le carré conserve une heuristique aujourd'hui en ce qu'il dégage quelques relations importantes de la macroéconomie :
- La relation entre l’inflation et le chômage (courbe de Phillips). Si le taux de chômage est faible, le taux d'inflation est, normalement, élevé. Cette relation a toutefois fait l'objet de critiques à partir des années 1970.
- La relation entre la croissance économique et le chômage (loi d'Okun). Plus la croissance est forte, plus le chômage baisse, jusqu'à atteindre un seuil plancher.

## Critiques et débats
Certains économistes ont ajouté a posteriori une nouvelle branche, formant un pentagone : la soutenabilité de la dette, qui ne se réduit pas aux simples critères de convergence (déficit budgétaire inférieur à 3 % du PIB et dette publique inférieure à 60 % du PIB).
Le carré magique est critiqué car il prétend mettre sur un pied d'égalité les quatre objectifs économiques.
L'ordolibéralisme soutient que l'objectif de la stabilité des prix est la plus importante car elle détermine la croissance économique et réduit le risque de creusement de la balance commerciale.